# Belinyu

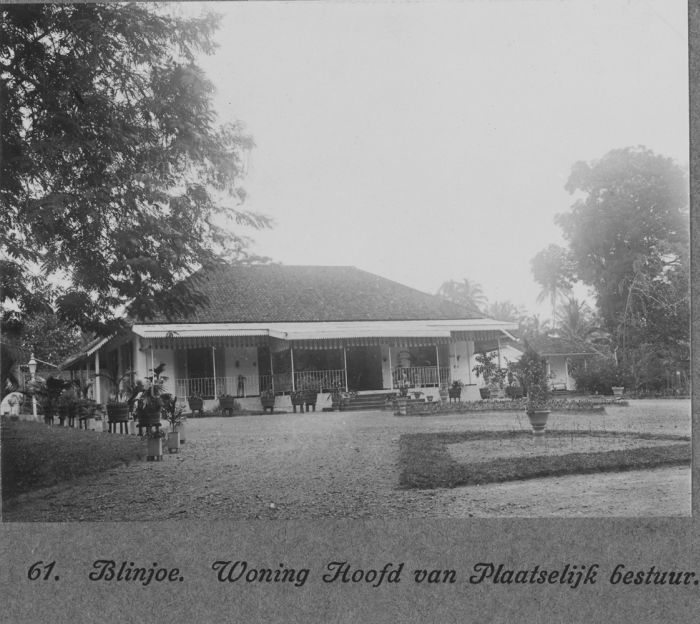
Maison d'un chef local à Belinyu (vers 1914)

Belinyu est un kecamatan (district) du kabupaten de Bangka, dans la province des îles Bangka Belitung.

## Population
C'est à Belinyu qu'on parle une langue pratiquement éteinte, le lom, qui comptait moins de 10 locuteurs en 2000.